# Odiellus seoanei
Espèce
Synonymes
- Acantholophus seoanei Simon, 1878

Odiellus seoanei est une espèce d'opilions eupnois de la famille des Phalangiidae.

## Répartition
Cette espèce est endémique d'Espagne. Elle se rencontre en Galice, aux Asturies et dans le Nord-Ouest de la Castille-et-León.

## Description
Le syntype mesure 6 mm.

## Systématique et taxinomie
Cette espèce a été décrite sous le protonyme Acantholophus seoanei par Simon en 1878. Elle est placée dans le genre Odius par Roewer en 1912. Le nom Odius Thorell, 1876 étant préoccupé par Odius Lilljeborg, 1865, il a été remplacé par Odiellus par Roewer en 1923.

## Étymologie
Cette espèce est nommée en l'honneur de Victor López Seoane y Pardo-Montenegro.

## Publication originale
- Simon, 1878 : « Descriptions d'Opiliones (faucheurs) nouveaux de la faune circa-Méditerranéenne. » Annales de la Société Royale Zoologique de Belgique, Comptes rendus des séances, vol. 21, p. 215-224 (texte intégral).